# Mimiqui
Mimiqui (ミミッキュ, Mimikkyu), le Pokémon Fantômasque, est un Pokémon de la septième génération. Apparu pour la première fois dans les jeux vidéo Pokémon Soleil et Lune, il est de type Spectre et Fée et occupe la 778e place du Pokédex National, entre Togedemaru et Denticrisse. Il a été révélé pour la première fois le 19 juillet 2016 dans une vidéo de présentation dédiée aux jeux Pokémon Soleil et Lune aux côtés de Sovkipou, Croquine, Guérilande, Bourrinos et Chelours. 
Issu de la célèbre franchise de médias créée par Satoshi Tajiri, il apparaît à la fois dans la série de jeux vidéo Pokémon, dans la série télévisée et dans la collection de cartes. Quelques produits dérivés sont également à son effigie, comme des peluches et des figurines.

## Création

### Conception graphique
Comme pour la plupart des Pokémon, la conception de Mimiqui a été réalisée par l'équipe de développement des personnages du studio Game Freak.

### Dénomination
Comme la plupart des noms des Pokémon, le nom de Mimiqui est un mot-valise qui varie selon la région du monde dans laquelle il est utilisé. Ainsi, en japonais et en anglais, respectivement ミミッキュ (Mimikkyu) et Mimikyu, il provient de la fusion des mots « mimic », soit « imiter » en français, du fait de son imitation de Pikachu, et du pronom « you », littéralement traduit par « tu / toi » en français. Quant à l’étymologie du nom français de Mimiqui, elle provient du terme « mimique », par rapport à son déguisement imitant Pikachu, et du pronom « qui », probablement du fait que personne ne connaisse sa véritable apparence. Enfin, le nom allemand Mimigma provient de l'union de « mimikry », soit « imitation » en français, et de « enigma », se traduisant en français par « énigme ».

## Description
Mimiqui est un Pokémon de type Spectre et Fée recouvert d'un déguisement jaunâtre, ou grisâtre s'il est chromatique, présentant de fortes ressemblances avec Pikachu, envers lequel il semble vouer une haine profonde. En effet, jaloux de la notoriété de ce dernier, Mimiqui s'est vêtu ainsi pour lui ressembler dans l'espoir d'attirer les gens et ainsi se faire plus d'amis. Détestant la lumière, il est constamment vêtu de ce costume, si bien que personne ne connaît sa véritable apparence. De plus, les légendes locales d'Alola affirment que celui ou celle qui oserait regarder sous le déguisement de Mimiqui mourrait instantanément de peur.
Bien qu'il ne puisse pas évoluer, Mimiqui peut cependant apparaître sous deux formes. La première, la forme Déguisée, est la forme « classique » sous laquelle il est aperçu la plupart du temps. Le deuxième, la forme Démasquée, apparaît en combat lorsqu'il subit une attaque. Pour cette dernière, bien qu'il conserve son déguisement, sa tête se renverse sur le côté.

## Apparitions
Depuis 2016 avec les jeux vidéo Pokémon Soleil et Lune, Mimiqui a fait plusieurs apparitions sur les différents supports de la franchise Pokémon, aussi bien dans la série de jeux vidéo que dans la série animée et le jeu de cartes à collectionner. Une chanson a même été composée en son honneur, permettant ainsi de le présenter aux fans avant la sortie des jeux Pokémon Soleil et Lune.

### Jeux vidéo
| Titre                              | Année | Support                    |
| ---------------------------------- | ----- | -------------------------- |
| Pokémon Soleil et Lune             | 2016  | Nintendo 3DS               |
| Pokémon Shuffle                    | 2017  | Nintendo 3DS Android & iOS |
| Magicarpe Jump                     | 2017  | Android & iOS              |
| Pokémon Ultra-Soleil et Ultra-Lune | 2017  | Nintendo 3DS               |
| Pokkén Tournament DX               | 2018  | Nintendo Switch            |
| Détective Pikachu                  | 2018  | Nintendo 3DS               |
| Super Smash Bros. Ultimate         | 2018  | Nintendo Switch            |
| Pokémon Épée et Bouclier           | 2019  | Nintendo Switch            |
| Pokémon Unite                      | 2021  | Android & iOS              |
| Pokémon Écarlate et Violet         | 2022  | Nintendo Switch            |
| Le Retour de Détective Pikachu     | 2023  | Nintendo Switch            |

Mimiqui apparaît plusieurs fois dans la série de jeux vidéo Pokémon. Sa première apparition date de 2016, avec les jeux Pokémon Soleil et Lune sortis sur Nintendo 3DS, dans lesquels il peut être capturé sur l'île d'Ula-Ula, dans l'Ancien Site Bradley Prix. De plus, lors de l'épreuve du Tour des Îles de type Spectre, qui se situe également sur l'ancien site Bradley Prix, le Pikachu que pourchasse le joueur se révèle finalement être le Mimiqui Dominant. Mimiqui peut également être rencontré dans les jeux Pokémon Ultra-Soleil et Ultra-Lune, sortis le 17 novembre 2017 sur Nintendo 3DS, dans lesquels il dispose d'une propre capacité Z : Patati-Patattrape. Enfin, bien qu'il soit paru en 2015, le jeu Pokémon Shuffle a accueilli les Pokémon de la septième génération à la suite d'une mise à jour en 2017, permettant ainsi au joueur de capturer Mimiqui.
Dans Pokkén Tournament DX, Mimiqui est disponible depuis le 31 janvier 2018 via un lot de contenu additionnel payant. Il peut ainsi être sélectionné en tant que Pokémon de soutien aux côtés de Méga-Rayquaza.
Par ailleurs, bien qu'il ne soit pas un combattant jouable, Mimiqui est présent dans la série Super Smash Bros. depuis Super Smash Bros. Ultimate, dans lequel il apparaît en tant que Pokémon pouvant être invoqué lors des combats par le biais d'une Pokéball et en tant qu'esprit.
Enfin, il est présent dans le jeu mobile Magicarpe Jump, dans lequel le joueur peut devenir ami avec lui au prix de quatre cents diamants et qui permet, grâce à son talent, de conférer des P.S. au Magicarpe toutes les 1 h 30. Par ailleurs, dans Pokémon Go, le joueur peut affubler son avatar d'un chapeau Mimiqui, disponible à l'occasion de l'événement d'Halloween de 2017.

### Série télévisée
Mimiqui apparaît dans la série de dessins animés Pokémon, plus précisément dans la saison Soleil & Lune, aux côtés de Jessie, sa dresseuse. Éprouvant une forte haine envers Pikachu, celui-ci n'hésite pas à désobéir à cette dernière quand il s'agit de l'affronter. Alors qu'ils pensaient avoir rencontré un Pikachu sauvage, les membres de la Team Rocket se sont aperçus qu'il s'agissait en réalité d'un Mimiqui, que Jessie finit par capturer après un affrontement avec le Pikachu de Sacha. Ce Mimiqui possède quatre capacités différentes, toutes apparues dans la série : Ball'Ombre (de type Spectre), Câlinerie (de type Fée), Griffe Ombre (de type Spectre) et Martobois (de type Plante). C'est notamment à l'aide de ce Pokémon que la Team Rocket a réussi à battre Sacha pour la première fois.

### Jeu de cartes
Mimiqui est présent dans le jeu de cartes Pokémon, dans la collection Soleil et Lune : Gardiens Ascendants, dans laquelle il est relié aux Pokémon de type Psy et ne possède aucune faiblesse ni résistance particulières.

## Accueil
Considéré comme un des Pokémon les plus emblématiques de la septième génération, Mimiqui a été plutôt bien reçu et rapidement adopté par les fans de la série dès sa révélation. Certains d'entre eux ont même réalisé de nombreux fan arts.
Le fait que personne ne connaisse sa véritable apparence suscite de nombreuses rumeurs de la part des fans de la série. L'une des plus célèbres émet l'hypothèse que Porygon se serait déguisé ainsi pour continuer à apparaître dans la série animée à la suite d'un épisode supprimé de la première saison. En effet, ce dernier ayant provoqué de nombreux malaises lors de sa diffusion au Japon dus à une attaque de Pikachu provoquant un flash clignotant de manière intensive, The Pokémon Company a décidé de ne plus le diffuser. De cette manière, Porygon n'est plus apparu dans la série animée et en voudrait pour cela à Pikachu.